# Led Zeppelin I
Led Zeppelin I este albumul de debut al trupei britanice de rock Led Zeppelin. A fost înregistrat în octombrie 1968 la studiourile Olympic din Londra și lansat de Atlantic Records pe 12 ianuarie 1969. Toți membrii formației au colaborat în egală măsură la realizarea discului care a impus și stilul grupului: o fuziune între blues și rock.
Cu toate că inițial albumul nu a primit critici prea favorabile, a fost un succes din punct de vedere comercial, azi fiind considerat mult mai valoros. În 2003 albumul s-a clasat pe locul 29 în Lista celor mai bune 500 de albume ale tuturor timpurilor stabilită de revista Rolling Stone.

## Lista pieselor
1. „Good Times Bad Times” (Bonham, John Paul Jones, Page ) (2:47)
2. „Babe I'm Gonna Leave You” (Page, Plant, Bredon) (6:41)
3. „You Shook Me” (Dixon, Lenoir) (6:30)
4. „Dazed and Confused” (Page) (6:27)
5. „Your Time Is Gonna Come” (Jones, Page) (4:41)
6. „Black Mountain Side” (Page) (2:13)
7. „Communication Breakdown” (Bonham, Jones, Page) (2:30)
8. „I Can't Quit You Baby” (Dixon) (4:43)
9. „How Many More Times” (Bonham, Jones, Page) (8:28)

## Single-uri
- „Good Times Bad Times” (1969)
- „Communication Breakdown” (1969)
- „Babe I'm Gonna Leave You” (1969)

## Componență
- John Bonham - baterie , timpan , voce de fundal
- John Paul Jones - chitară bas , orgă , claviaturi , voce de fundal
- Jimmy Page - chitară acustică , chitară electrică , voce de fundal , producător
- Robert Plant - voce , muzicuță